# John P. Friel
John Patrick Friel (* 1964) ist ein US-amerikanischer Ichthyologe. Sein Forschungsschwerpunkt sind die Welsartigen (Siluriformes).

## Leben
Ab 1982 absolvierte Friel ein Zoologiestudium an der University of Central Florida, wo er 1986 den Bachelor of Science  mit der Auszeichnung magna cum laude erwarb. Von 1987 bis 1993 war er Lehrassistent für Vergleichende Wirbeltieranatomie an der Duke University. Von 1994 bis 1995 war er Lecturer für Vergleichende Wirbeltieranatomie an der Duke University. 1995 wurde er mit der Dissertation A phylogenetic study of the Neotropical banjo catfishes (Siluriformes: Aspredinidae) unter der Leitung von John G. Lundberg zum Ph.D. in Zoologie an der Duke University promoviert. Von 1995 bis 1998 erfolgte seine Post-Doc-Phase als wissenschaftlicher Mitarbeiter an der Abteilung für Biowissenschaften der Florida State University. Von 1998 bis 2008 war er wissenschaftlicher Mitarbeiter und von 2008 bis 2015 war er leitender wissenschaftlicher Mitarbeiter an der Abteilung für Ökologie und Evolutionsbiologie der Cornell University. Von 1998 bis 2015 war er Kurator für Fische, Amphibien und Reptilien am Cornell University Museum of Vertebrates. Von 2012 bis 2014 war er Lecturer für Fischbiologie an der Cornell University. Seit 2015 ist er Direktor des Alabama Museum of Natural History der University of Alabama. Seit 2017 ist er Lehrbeauftragter an der Abteilung für Biowissenschaften und seit 2018 ist er Lehrbeauftragter an der Abteilung für Anthropologie sowie museumswissenschaftlicher Berater und Praktikumskoordinator an der University of Alabama. 
Friel befasst sich mit der Dokumentation der Vielfalt von Welsen und der Erforschung ihrer evolutionären Beziehungen, ihrer Morphologie und der Phylogenetik. Dazu gehören sowohl Feldstudien zur Entnahme neuer Proben und Gewebeproben als auch die detaillierte Untersuchung von Präparaten in Naturkundemuseen auf der ganzen Welt. Sein Hauptinteresse gilt den südamerikanischen Bratpfannen- und Banjowelsen (Aspredinidae) und der Familie Mochokidae (Fiederbartwelse und Afrikanische Saugwelse), beides Gruppen, die wenig erforscht sind, jedoch eine hohe Artenvielfalt aufweisen.
Friel unternahm Forschungsreisen nach Brasilien (1993), Venezuela (1994), Gabun (1999), in die Republik Kongo (2002), nach Kamerun (2004, 2011), Tansania (2004, 2007, 2009), Sambia (2005), in die Zentralafrikanische Republik (2006), nach Äthiopien (2008), in die Demokratische Republik Kongo (2010) und nach Guinea (2013).
Friel gehört zu den Erstbeschreibern der Arten Chiloglanis camarabounyi, Chiloglanis kolente, Chiloglanis kabaensis, Chiloglanis dialloi, Chiloglanis loffabrevum, Chiloglanis longibarbis, Chiloglanis pezoldi, Chiloglanis nzerekore, Chiloglanis tweddlei, Micromyzon orinoco, Micromyzon akamai, Hoplomyzon cardosoi, Amaralia oviraptor, Acanthobunocephalus nicoi, Atopodontus adriaensi, Synodontis woleuensis, Synodontis acanthoperca, Bunocephalus hartti, Bunocephalus minerim, Haplochromis vanheusdeni sowie der Gattungen Pseudobunocephalus, Micromyzon und Acanthobunocephalus.
2018 schrieb Friel in Zusammenarbeit mit Tiago P. Carvalho das Kapitel über die Bratpfannen- und Banjowelse im Werk Field Guide to the Fishes of the Amazon, Orinoco, and Guianas von Peter van der Sleen und James S. Albert.
Friel ist Mitglied der American Alliance of Museums, der American Society of Ichthyologists and Herpetologists und der Natural Science Collections Alliance.

## Dedikationsnamen
Sébastien Lavoué beschrieb 2012 die Art Petrocephalus frieli aus der Familie der Nilhechte (Mormyridae). Alfred M. Thompson und Lawrence M. Page benannten im Jahr 2015 die Quappenwelsart Amphilius frieli zu Ehren von John P. Friel.